# Los viciosos
Los viciosos és una pel·lícula en blanc i negre de l'Argentina dirigida per Enrique Carreras sobre el guió de Sixto Pondal Ríos que es va estrenar el 25 d'octubre de 1962 i que va tenir com a protagonistes Graciela Borges, Jorge Salcedo, Eduardo Cuitiño i Myriam de Urquijo.

## Sinopsi
La policia investiga una xarxa de narcotraficants.

## Repartiment
- Graciela Borges …Irene
- Jorge Salcedo …Rufino Sosa
- Eduardo Cuitiño …Comisario Orellana
- Myriam de Urquijo …Señora de Francchi
- Inés Moreno …Ketty
- Héctor Gancé …Fernández
- Coccinelle …Ella misma
- Augusto Bonardo …Carlos de la Fuente
- Irma Roy …Estela
- Daniel de Alvarado …Dr. Cáceres
- Franca Boni …Sara
- Ricky Torres
- Carlos Rivas
- Rodolfo Onetto …Subcomisario Benítez
- Lalo Hartich …Dr. Martínez Quirós
- Roberto Bordoni
- Josefa Goldar …Mujer policía
- Luis E. Corradi
- Alberto Barcel …Médico
- Ricardo Florenbaum
- Susana Beltrán …Joven en boîte
- Orestes Soriani …Sacerdote
- Juan Pedro Venturino
- Rafael Chumbita …Salteño
- Délfor Medina
- Carlos Luzietti …Detenido
- Alberto Mazzini …Detenido
- Tatave Moulin …Periodista
- Claudio Vernet …Periodista
- Mario Hayns …Bailarín con Coccinelle
- Los Bonarenses … Músicos que interpretan "Zamba de la toldería"
- Enrique Carreras …Cameo (hombre en la barra de la boîte)
- Gilberto Rey
- Jorge Acuña

## Comentaris
Homero Alsina Thevenet va opinar a El País:
| « | ”El moviment de personatges en el quadre i diverses descripcions encartonades del cabaret i de dolce vita en un apartament de solter, estan en el nivell precari d'un director que no assimila el cinema estranger.” | » |

Jorge Miguel Couselo va dir a Correo de la Tarde:
| « | ”El film és una recepta per a la boletería i consegüentment marxarà. Difícilment els seus productors van pretendre més.” | » |

Por la seva part, Manrupe i Portela van escriure:
| « | ”Amb males actuacions, sensacionalisme i superficialitat en la seva aproximació a la realitat. És en el formal, del millor del seu director….i una bona còpia del Tinayre d'aquells anys.” | » |